# أوجين بيتي
أوجين بيتي (بالفرنسية: Eugene Petit)‏ هو رسام نباتي ‏ ورسام فرنسي، ولد في 1839 في باريس في فرنسا، وتوفي بنفس المكان في 1886.